# Küblingen

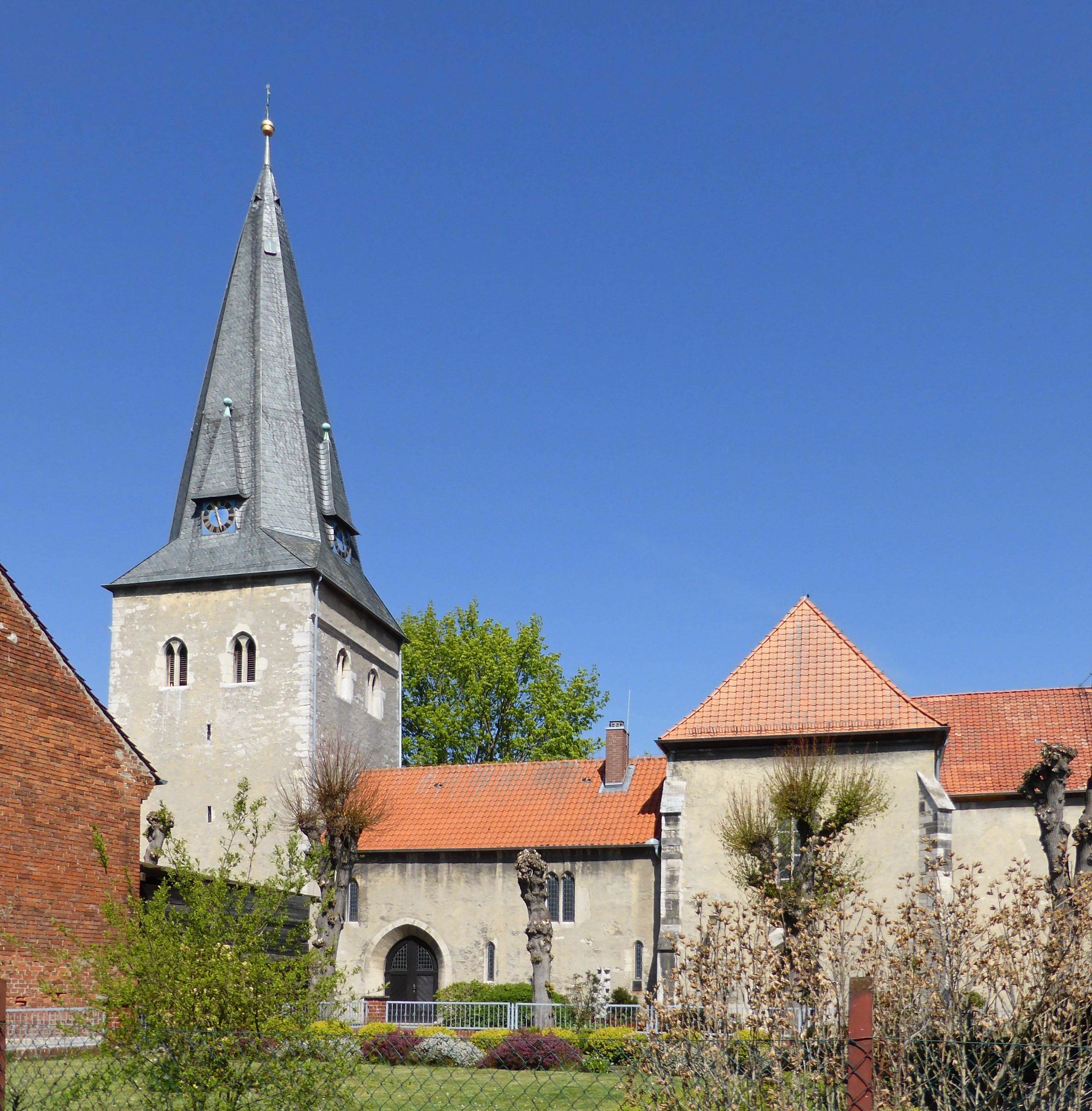
Wallfahrtskirche St. Marien

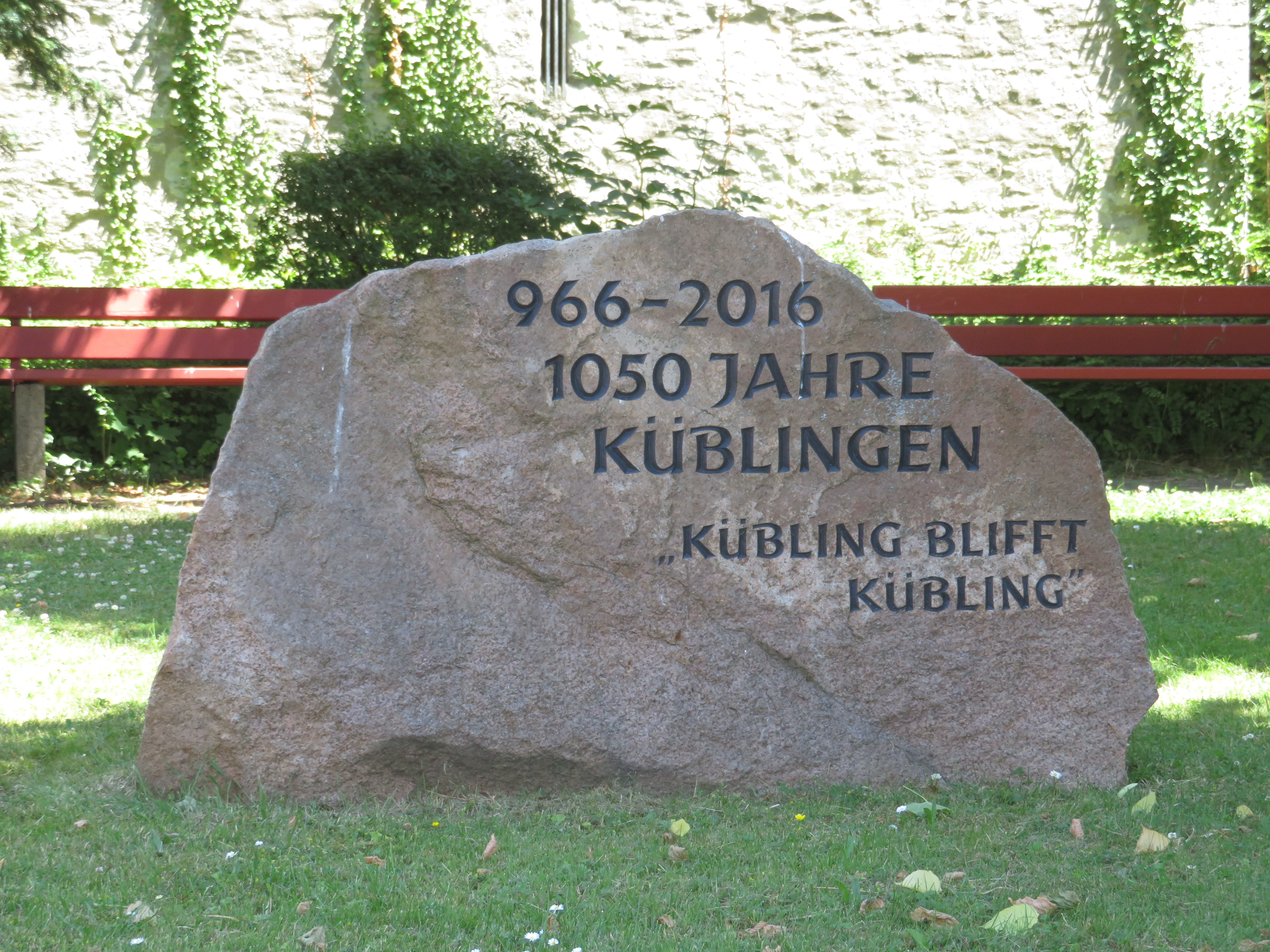
Gedenkstein

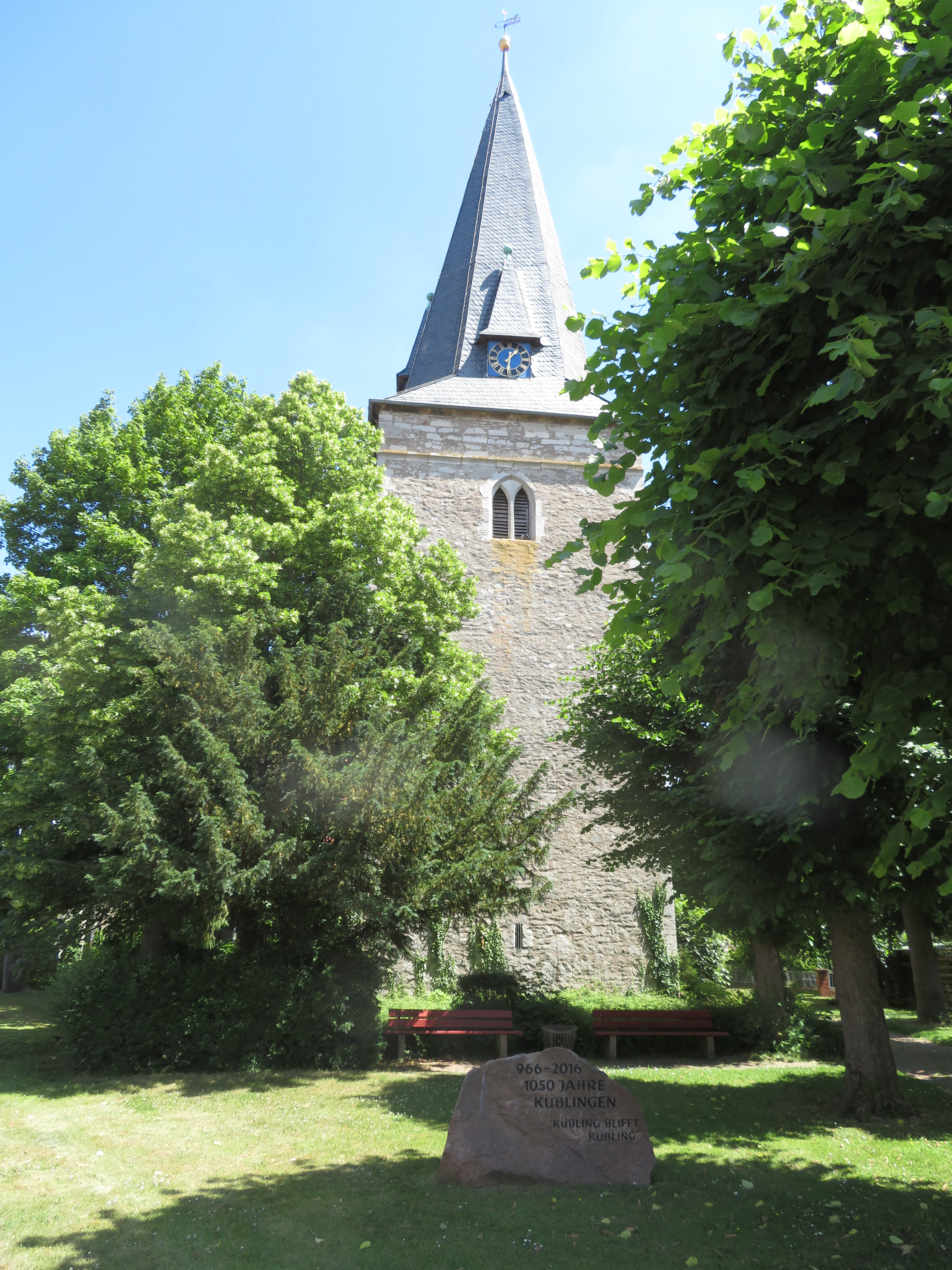
Kirchplatz

Küblingen ist ein historischer Ort, der seit 1929 zur Stadt Schöppenstedt (Landkreis Wolfenbüttel) gehört. Mit der Eingemeindung ist Küblingen in der Stadt Schöppenstedt als Stadtteil aufgegangen. Küblingen hat deshalb keine rechtliche Stellung wie Eitzum, Sambleben und Schliestedt, die allesamt 1974 als Ortsteile zur Stadt Schöppenstedt dazugekommen sind. In Küblingen befindet sich die 1328 erstmals erwähnte Marienkirche, die während des Mittelalters eine Wallfahrtskirche war.

## Geschichte
Küblingen wurde 966 erstmals urkundlich als „Cugelinge“ erwähnt. In der Kaiserurkunde von Otto I. (jetzt im Landeshauptarchiv Sachsen-Anhalt in Magdeburg) werden die Orte an der Heerstraße Werla-Magdeburg aufgezählt. Daraus ergibt sich, dass Küblingen zur Zeit der sächsischen Kaiser und bereits zuvor eine Zwischenstation auf dem wichtigen West-Ost-Weg von Aachen nach Magdeburg war. Die Königsstraße Werla–Schöningen–Magdeburg führte hier vorbei. Dieser Dietweg vermied die feuchten Täler und Bodensenken und berührte nur selten Ortschaften. Da Hinweise auf den Dietweg auf alten Flurkarten häufig auftauchen, lässt er sich von Werla bis Seehausen rekonstruieren. So begrenzt ein „Dey-Weg“ die Schliestedter Flur im Süden, südlich von Berklingen. Auf dem Theil-Wege und Am Thie, bei Watzum, heißt eine Flur „Am Hohen Wege“.
Kaiser Otto I. hat den Weg Werla–Magdeburg oft benutzt. Bei Hildesheim und bei Haldensleben heißt er noch Hellweg. Zwischen Werla, der alten Kaiserpfalz und Magdeburg, dem Erzbistum und Tor zum Osten, waren die großen Zwischenstationen Schöningen und Seehausen, jede eine Tagesreise von 25 bis 30 Kilometern voneinander entfernt. Dazwischen lagen die Königshöfe Biewende, Denkte, Semmenstedt, Uehrde, Küblingen, Barnstorf, Dreileben, Rodensleben, Dodeleben, Ottersleben und Diesdorf. Die Kaiserurkunde von 966 ist in lateinischer Sprache geschrieben und von Otto l. signiert. Otto weilte vor seinem dritten Italienfeldzug, zu dem ihn der von den Römern in einem Aufstand abgesetzte Papst Johannes XIII. aufrief, in Quedlinburg. Seine Politik, die erfolgreich nach Süden gerichtet war, wird heute unterschiedlich beurteilt.
In der Urkunde aus dem Jahre 966 bezeugt Kaiser Otto I. einem Grafen Mamaco folgende Orte verliehen zu haben: Cugelinge, Veltheim, Hessenheim. 1260 verkaufen Balduin v. Dalen Sen. und Jun. dem Kloster Marienberg bei Helmstedt die Vogtei in Küblingen für 320 Mark feinen Silbers. Zum Besitztum des Klosters kamen 1330 noch die Kapelle und die Kirche in Küblingen. Das Kloster gab dieses Land auf Erbzins aus. Philipps, Amtmann des Stiftes St. Blasii, brachte den Hof 1614 unter Missbilligung von Herzog Friedrich Ulrich an sich – eine Aktion, die rückgängig gemacht wurde. 1630 genehmigt der Convent des Klosters die Überlassung an den Capitain-Lieutenant Christoph v. d. Streithorst in Erbzins, zusammen mit einem „Holzfluck, Lah genannt“. Das Gut wurde in die Rittermatrikel aufgenommen.Vermöge des Paronatrechtes erteilte das Kloster am 10. Mai 1684 dem „Erbherren auf Küblingen, Franz Christoph Ernst v. Streithorst, die Erlaubnis, ein Erdbegräbnis unter dem Thurme der Kirche, für sich und seine Nachkommen in absteigender Linie anzulegen“ (dort sind seitdem 26 Särge zusammengekommen).

## Sehenswürdigkeiten
Wallfahrtskirche St. Marien
Die 1328 erstmals urkundlich erwähnte Wallfahrtskirche St. Marien in Küblingen war eine mittelalterliche Wallfahrtsstätte mit einem Marienbild. Auf dem Kirchplatz vor der Wallfahrtskirche erinnert ein Gedenkstein an die erste urkundliche Erwähnung Küblingens.

## Persönlichkeiten
- Julius August Ludwig Wegscheider (1771–1849), protestantischer Theologe
- Bertha von Marenholtz-Bülow (1810–1893), Kindergarten-Pädagogin